# 禪那
禪那，又譯為馱演那、馱衍那、第耶那、持訶那，佛教術語，意譯為思惟修、念修、禪定、禪觀、棄惡、一心、功德叢林、靜慮，在《大毘婆沙論》中，專指四種色界定。修行進入四種禪那的方法，為奢摩他與毘鉢舍那即止觀。

## 音義
「禪那」這個詞源出婆羅門教《梨俱吠陀》，有心一境性含義的「禪那」出現於《奧義書》中，在後世的《瑜伽經》八支瑜伽中為第七支。「禪那」廣泛用於沙門傳統各教派，在佛教中，為「三無漏學」與六度之一。
作為名詞的梵語禪那一詞由動詞詞形dhyā（√dhyai / dhī 觀看、冥想）與後綴-ana-組成。根據《俱舍論》及其註釋的解釋，地 dhī是字界（梵語文法中動詞之語根），振多 cinta，翻作審慮、思惟，是字緣（附於字界上使語體發生變化之助緣），「審慮」義中置地（dhī）界，故名為禪那（dhyāna）。《清淨道論》除了審慮所緣，另說禪那有燃燒障礙之義，其梵語詞根為√kṣi 破壞、摧毀。
禪那與定，在日常用語中或被視為同義詞，但禪那的範圍窄而定的範圍寬，禪那專指能依之見道證沙門果的色界四種定，若依欲界諸定僅能「正觀」，若依無色界諸定僅能「斷結」，依色界諸定方兼具能正觀與能斷結。
漢傳佛教概念禪，和禅定的禅，皆源自於禪那的簡稱，但隨著發展，逐漸形成一個獨特的脫離思想體系，離一切文字相的方式，并开创了禅宗。

## 定義
四種禪那的定義在《阿含經》中有固定文句，下為《法蘊論》的引述：
|  | 爾時，世尊告苾芻眾：有四天道，令諸有情，未淨者淨，淨者鮮白，何等為四？謂： - 有一類，離欲、惡不善法，有尋有伺，離生喜、樂，初靜慮具足住，是名第一天道。 - 復有一類，尋、伺寂靜，內等淨，心一趣性，無尋無伺，定生喜、樂，第二靜慮具足住，是名第二天道。 - 復有一類，離喜，住捨、正念、正知，身受樂，聖說應捨，第三靜慮具足住，是名第三天道。 - 復有一類，斷樂斷苦，先喜、憂沒，不苦不樂，捨、念清淨，第四靜慮具足住，是名第四天道。 |

四種禪那是增上心法、現法樂住。說一切有部等將四種禪那歸結為十八禪支，其實體有十一法，其釋義融入了七覺支的輕安和行捨，並將七覺支的喜認同於五受根的喜根，南傳上座部亦有禪支施設。

## 諸定簡述
四禪那與四無色定，合稱八等至，即俗稱的四禪八定，四無色定分別為空無邊處定、識無邊處定、無所有處定、非想非非想處定。八等至再加上八解脫中最終的想受滅定，合稱為九次第定。八根本定各有其近分定，这些未至地近分定稱為未至定或近行禪，亦有將無尋唯伺定設施在初禪與二禪中間稱為禪中間或中間禪，行者可依四根本禪那及此二定而見道。此外，在第四禪地或有旁入無想定，禪那與四無量可相互引起，依止禪那能引發神通，四修定中的光明想等持能令人證得殊勝智見。

## 修行方法
修行進入禪那，在傳統師承教法中，主要有能成就前六等至的十遍處，能成就四禪的持息念（安般念），能成就三禪的慈無量，能成就初禪的不淨想和身至念，二者後統稱不淨觀；此外，修行業處，還包括能成就未至定的四界分別觀等，諸論書及諸宗派，對修行各種加行、功德的性相及其與禪那的關係各有見解。
禪那修行，在宏觀上分成二種修行，即奢摩他與毘鉢舍那，二者各有其特性，合稱止觀。現代南傳上座部佛教，特别是缅甸佛教，又將修行分為「止乘者」和「乾觀者（純觀者）」。

## 外部連結
- 蔡奇林 第四禪「捨念清淨」一語的重新解讀——兼談早期佛教研究的文獻運用問題（页面存档备份，存于）
- 釋見直 初期佛教「捨受」之研究 （页面存档备份，存于）